# Przyłęki (województwo zachodniopomorskie)
Przyłęki – osada leśna w Polsce położona w województwie zachodniopomorskim, w powiecie choszczeńskim, w gminie Pełczyce. W latach 1975−1998 miejscowość administracyjnie należała do województwa gorzowskiego. W roku 2007 gajówka liczyła 6 mieszkańców. Gajówka wchodzi w skład sołectwa Krzynki. Najbardziej na południe położona miejscowość zarówno gminy jak i powiatu.

## Geografia
Gajówka leży ok. 5 km na południowy zachód od Krzynek.